# Manuel Zwerger

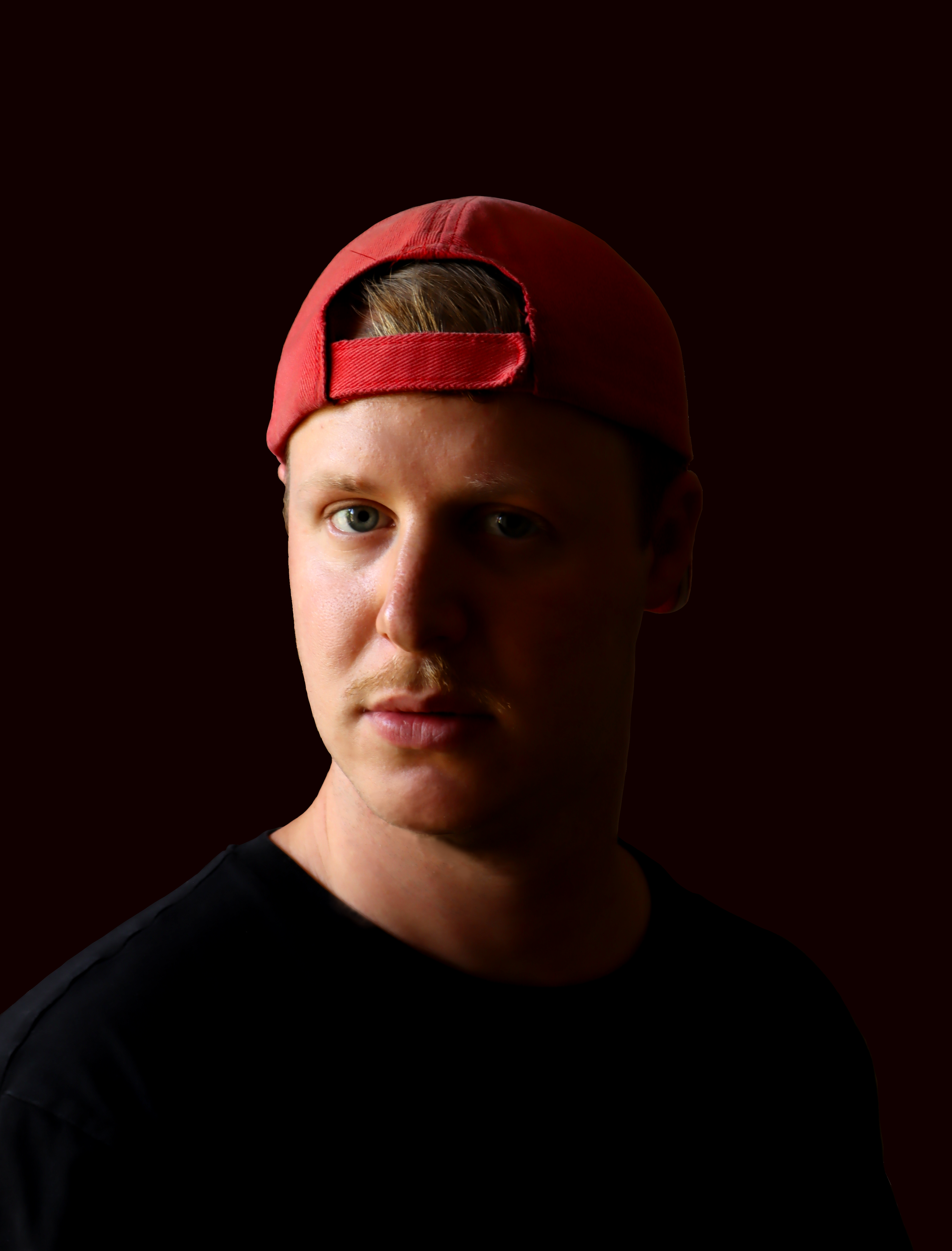
Manuel Zwerger (2020)

Manuel Zwerger (* 18. April 1992 in Bozen) ist ein zeitgenössischer italienischer Komponist.

## Leben
Manuel Zwerger wuchs in Tramin an der Weinstraße auf. Er studierte Komposition bei Franz Baur, Simon Steen-Andersen, Niels Rønsholdt und Juliana Hodkinson am Tiroler Landeskonservatorium (Innsbruck) und der Royal Academy of Music (Aarhus). Weiterführenden Unterricht erhielt er von Hannes Kerschbaumer und Wolfram Schurig.
Er erhielt verschiedene Stipendien und Förderungen, darunter Stipendium des Richard Wagner Verbandes Wien 2015, Stipendium der Akademie Musiktheater heute 2017–19 (Deutsche Bank Stiftung), Hilde-Zach-Kompositionsförderstipendium der Stadt Innsbruck 2018, Cross Award Residency Verbania 2019, Startstipendium für Musik und darstellende Kunst des Bundeskanzleramtes Österreich (2020) und wurde bei diversen Call for Scores ausgewählt.
Seine Musik wurde u. a. vom Ensemble Modern, strings&noise, NAMES Ensemble, Windkraft – Kapelle für neue Musik, ensemble chromoson, HOAX Quartet, Ensemble airborne extended, Orchester der Akademie St. Blasius, Tiroler Kammerorchester InnStrumenti und dem Streichorchester Sonarkraft uraufgeführt.
Manuel Zwerger lebt als freischaffender Komponist in Wien.

## Werke (Auswahl)
- QUANTUM WALK RELOADED für Ensemble (Uraufführung am 14. März 2018 in Kopenhagen)
- RAVE PARTY FOR KIDZ: LEVEL 1 für Klarinette, Violoncello, zwei Performer und Video (Uraufführung am 26. Oktober 2021 in Salzburg)
- RAVE PARTY FOR KIDZ: LEVEL 2 für Harfe, Kontrabass-Paetzold, zwei Performer und Video (Auftragswerk von Airborne Extended, Uraufführung am 24. Oktober 2021 in Wien)
- HYPERTROPHY für Harfe, Cembalo und Blockflöte(n) (Auftragswerk von Airborne Extended, Uraufführung am 18. Jänner 2018 in Wien)[4]
- HYPERPLASIA für Flöte und Violoncello (Uraufführung am 4. Oktober 2018 in Innsbruck)
- LILITH Musiktheater für zwei Performer und Ensemble (Auftragswerk der Deutsche Bank Stiftung, Uraufführung am 21. November 2019 in Frankfurt)[5]
- NICE INSTRUCTIONZ für Klavier, zwei Performer und Zuspielung (Uraufführung am 27. Juli 2019 in Lugano)
- CATCH ME IF YOU CAN! für Ensemble und zwei Performer (Auftragswerk des Südtiroler Künstlerbund, Uraufführung am 17. Juli 2019 in Toblach)
- GEDÄRME für hyper-präpariertes Horn, (Auftragswerk von Samuel Stoll, Uraufführung am 28. Februar 2020 in Baden)
- SHIFTING BEETHOVEN für Geige, Violoncello und Video (Auftragswerk von Strings&noise, Uraufführung am 7. März 2020 in Bukarest)
- COLONIES Musiktheater für Ensemble, Chor, Licht und zwei Performer (Auftragswerk vom TransArt Festival, Uraufführung am 19. September 2021)
- ONE SIZE – OVERSIZE für drei Gitarren und Performer (Auftragswerk vom HOAX Quartet, Uraufführung am 14. November 2020 in Basel)